# 疑情別戀
《疑情別戀》，香港電視廣播有限公司時裝電視劇，以高清技術拍攝。此劇為2008年節目巡禮劇集之一，由苗僑偉及袁詠儀領銜主演，由田蕊妮及陳國邦聯合演出，並由關禮傑及湯盈盈特別演出，監製黃偉聲。

## 演員表

### 饒家、方家
| 演員   | 角色   | 關係/暱稱 |
| 苗僑偉 | 饒立天 | Mike、教父、「大水牛」 方卓玲之夫 方卓盈姐夫 薛子瑤之男友 徐若愚之好友、后来反目 凌浩良之情敌 凌浩基、施乃威之好友 金森之好友兼情敌 余小龙之暗恋对象 方卓盈暗戀對象 |
| 湯盈盈 | 方卓玲 | Bonnie 饒立天之亡妻 方卓盈之亡姊 凌浩良之好友 薛子瑤、余小龙之情敌 於第1集被徐若愚杀害                                                                              |
| 蔣家旻 | 方卓盈 | 盈盈 方卓玲之妹 饒立天之姨仔 薛子瑤之好友 凌浩基之女友 暗戀饒立天                                                                                                   |

### 凌家
| 演員   | 角色   | 關係/暱稱 |
| 羅樂林 | 凌兆銘 | 葉麗珠、招艷紅之夫 凌浩良、凌浩基之父 薛子瑤老爺 |
| 盧宛茵 | 葉麗珠 | 皇阿媽 凌兆銘之妻 凌浩良、凌浩基之母 薛子瑤之奶奶 招艷紅之情敵 因偏心凌浩良，凌浩良去世後經常討厭薛子瑤，更阻止她與饒立天來往，但其後改觀                                              |
| 姚莹莹 | 招艷紅 | 红姨 凌兆銘之二姨太 葉麗珠之情敵 |
| 關禮傑 | 凌浩良 | Dick 凌兆銘、葉麗珠亡子 薛子瑤亡夫 凌浩基之亡兄 程傲兒之旧情人 方卓玲之好友 徐若愚、饒立天之情敌 於第1集遭徐若愚杀害，實際被程傲兒見死不救而杀害                                       |
| 袁詠儀 | 薛子瑤 | Zita 凌浩良之妻 凌兆銘、葉麗珠之媳婦 凌浩基之嫂 饒立天之女友 程傲儿之好友兼情敌 金森之暗恋对象兼好友 徐若愚、方卓盈之好友 方卓玲、余小龙之情敌 於第19集掌摑程傲兒 于第20集被徐若愚胁制 |
| 林子善 | 凌浩基 | Kay、基仔 凌兆銘、葉麗珠之子 凌浩良之弟 薛子瑤之叔仔 饒立天之好友 方卓盈之男友 |

### 董家
| 演員   | 角色     | 關係/暱稱 |
| 劉 江  | 董仁和   | 董詩婷之父 徐若愚岳父 于第17集因为看到徐若愚与程傲儿偷情的照片而感到愤怒，后被徐若愚推下楼梯及见死不救导致瘫痪 |
| 葉翠翠 | 董詩婷   | Sophie 董仁和之女 徐若愚之妻 程傲兒之情敵 佘小龍之好友 於第15集掌摑程傲兒 |
| 陳國邦 | 徐若愚   | 本剧终极大反派 Anson、「葫蘆仔」 董詩婷之夫 董仁和之女婿 饒立天之好友、后来反目 薛子瑤之好友 程傲儿之情夫 與凌浩良洗黑錢 於第1集殺害凌浩良、方卓玲、陈强 于第17集推董仁和下楼梯导致其瘫痪 于第19集陷害程傲儿误为其自杀 于第20集胁制薛子瑤 於第20集自殺身亡 童年由吳灝璋飾演 |
| 廖麗麗 | 英 姐    | 董家工人 |
| 黎秀英 | 董家佣人 | （第10-11、15、19集） |

### 雷霆保安公司
| 演員   | 角色   | 關係/暱稱 |
| 秦 煌  | 馬柏松 | 保安公司老闆 Wing之父 |
| 曹敏莉 | 余小龍 | Nikita 小龍女 施乃威同事 暗戀饒立天 湯廣源之女友 董詩婷、施乃威之好友 薛子瑤、方卓玲之情敌 于第14集被菫诗婷要求调查徐若愚身边女人而跟踪徐若愚 |
| 李家聲 | 施乃威 | 師奶威 保安公司員工 貞之夫 饒立天、薛子瑤、佘小龍之好友                                                                                       |
| 歐瑞偉 | 湯廣源 | 湯丸 保安公司員工 佘小龍之男友 |
| 郭卓樺 | 洪朝偉 | 保安公司員工 |
| 楊鴻俊 | 洪志偉 | 保安公司員工 |

### 保萬年保險公司
| 演員   | 角色       | 關係/暱稱 |
| 田蕊妮 | 程傲兒     | 本剧幕后大反派 Jackie 徐若愚之情妇 凌浩良之旧情人 薛子瑤之好友兼情敌 金森之好友 董詩婷之情敵 利用徐若愚殺害凌浩良，後見死不救導致凌浩良死掉 于第19集遭徐若愚陷害误为自杀 於第15集被董詩婷掌摑 於第19集被薛子瑤掌摑 結局被控謀殺 |
| 謝珊珊 | 劉蓮香     | Linda |
| 湯俊明 | 蔡 堅      | Bobby |
| 裘卓能 | 裘 明      | David |
| 潘冠霖 | 謝少霞     | Amy |
| 周寶霖 | 阮安琪     | Angela |
| 胡麒豐 | 李榮標     | Bill |
| 曾爱媚 | Michelle   | 于第3集跟John因被发现侵吞客户保费而被开除 |
| 钟建文 | John       | 于第3集跟Michelle因被发现侵吞客户保费而被开除 |
| 邹永彪 | 办公室助理 | （第16集） |

### 警局
| 演員   | 角色    | 關係/暱稱                                                         |
| 艾 威  | 金 森   | 警察局重案組頭儿 暗戀薛子瑤 饒立天之好友兼情敌 薛子瑤、程傲兒好友 |
| 罗天池 | 张华强  | 重案组警员（第1、5、10、13-14、16-20集）                          |
| 赵敏通 | 赵国栋  | 重案组警员（第1、10、13-14、16-20集）                             |
| 陈少邦 | CID警员 | （第1、5集）                                                      |
| 周沂   | 女警    | （第13-14集）                                                     |

### 其他演員
| 演員                     | 角色                   | 關係/暱稱                                               |
| 周家怡                   | Wing                   | 马柏松之女 Top Gun酒吧员工（第1、4、9-10、13-19集）     |
| 鄭家生                   | 陈 强                  | 本剧反派 華籍英軍退役兵員 於第2集被徐若愚收买后跳楼身亡 |
| 赵乐贤                   | 超市经理               | （第1-2集）                                             |
| 宁进、蔡考蓝             | 金铺职员               | （第1、7-8集）                                          |
| 黄凤琼                   | 李太                   | 叶丽珠邻居（第2、4集）                                  |
| 刘桂芳                   | 陈太                   | 叶丽珠邻居（第2、4、8集）                               |
| 曾慧云                   | 叶太                   | 叶丽珠邻居（第2、4集）                                  |
| 陈勉良                   | 纹身师傅               | （第2集）                                               |
| 黄文标                   | 酒吧老板               | （第2集）                                               |
| 苏丽明                   | Lily                   | 程傲儿客户（第3集）                                     |
| 陈狄克                   | 七叔                   | 凌子瑶客户（第3集）                                     |
| 陈宙希、曾碗莎           | 凌浩基朋友             | （第3、5集）                                            |
| 陈琪                     | 贞                     | 施乃威之妻、光仔之母 （第3、9、11集）                   |
| 王树熹                   | 光仔                   | 施乃威、贞之子 （第3、9-11集）                          |
| 梁健平                   | 莫英杰                 | 董仁和助手 于第19集被徐若愚开除 （第3、7、11、15-20集） |
| 李鸿杰                   | 马生                   | 保万年保险公司之客户（第3集）                           |
| 王天就、柯岚             | 徐若愚朋友             | （第3集）                                               |
| 赵国东                   | 大汉                   | 金森债主（第3集）                                       |
| 钟钰精                   | 珠宝展员工             | （第3集）                                               |
| 沈震轩                   | 珠宝展保安             | （第3集）                                               |
| 吴幸美、黄莹             | 珠宝展Model            | （第3集）                                               |
| 岑洁仪、曾瑞珊、李冈龙   | 珠宝展宾客             | （第3集）                                               |
| 张景淳、李善恒           | 珠宝展员工             | （第3集）                                               |
| 梁博恩                   | 女工                   | （第3-4集）                                             |
| 温尚儒                   | 医生                   | （第5、17集）                                           |
| 梁珈咏                   | 新闻报导员             | （第5、19集）                                           |
| 张国威、卢永匡           | 财经公司员工           | （第5集）                                               |
| 彭怀中                   | 收数佬                 | （第5集）                                               |
| 许明志                   | 凌浩基朋友             | （第5集）                                               |
| 卓跞                     | 劫匪                   | （第5集）                                               |
| 李启杰                   | 保万年保险公司客户     | （第6集）                                               |
| 伍慧珊                   | 程傲儿旧朋友           | （第6集）                                               |
| 郭德信                   | 圣露丝中学校长         | （第6集）                                               |
| 许文翘、庄狄生、蔡曜力   | 圣露丝中学学生         | （第6集）                                               |
| 邝佐辉、张汉斌           | 仁和集团员工           | （第7、15、17集）                                       |
| 何俊轩                   | 仁和集团员工           | （第7、15集）                                           |
| 日伽                     | 司仪                   | （第7集）                                               |
| 邵卓尧                   | 猪仔包摊老板           | （第7集）                                               |
| 马贯东                   | 安装宽频职员           | （第7集）                                               |
| 梁烈唯                   | 袁小军                 | 于第10集被警方逮捕 （第9-10集）                         |
| 江汉、李海生、Joe Junior | 董仁和朋友             | （第9集）                                               |
| 汤展维                   | 小贼                   | （第9集）                                               |
| 黄梓玮                   | 冯太                   | 施乃威邻居（第9集）                                     |
| 曾健明                   | 方卓玲旧屋管理员       | （第10集）                                              |
| 李豪、张韦怡             | 情侣                   | （第10集）                                              |
| 黄泽锋                   | 拳手                   | （第11集）                                              |
| 邓泰和                   | 恶汉                   | （第11集）                                              |
| 曾守明                   | 陈九                   | 保万年保险公司客户（第12集）                            |
| 何伟业                   | 陈九主治医生           | （第12集）                                              |
| 杜港                     | 招艳红、凌浩基看病医师 | （第14、16集）                                          |
| 梁珈颖                   | 新闻报导员             | （第14集）                                              |
| 李漫芬                   | 航空公司员工           | （第14集）                                              |
| 郑世豪、卓跞             | 乐师                   | （第15集）                                              |
| 刘深宜                   | 基金代表               | （第15集）                                              |
| 钟志光                   | 米医生                 | Daniel 方卓玲妇产科医师（第16集）                       |
| 戴耀明                   | 刘贵财                 | 装修工人（第16集）                                      |
| 古明华                   | 杜风                   | 徐若愚洗钱客户（第16-17集）                             |
| 陈念君                   | 杜风妻子               | （第17集）                                              |
| 孙慧雪                   | 护士                   | （第17-19集）                                           |
| 傅千盈、黄卓慧、黄彦欣   | 酒吧靓女               | （第16集）                                              |
| 邓永健、徐玟晴           | 记者                   | （第17集）                                              |
| 苏恩磁                   | 廖丽娥                 | 程傲儿之母、于19集病逝 （第17-19集）                    |
| 凌礼文                   | 陈元老                 | 仁和集团之元老（第18集）                                |
| 杨瑞麟                   | 律师                   | （第19集）                                              |

## 收視

### 香港收视
以下為本劇於香港無綫電視翡翠台之收視紀錄：
| 週次 | 日期                  | 平均收視 | 最高收視 |
| ---- | --------------------- | -------- | -------- |
| 1    | 2008年6月30日-7月4日  | 28點     | 30點     |
| 2    | 2008年7月7日-7月11日  | 31點     |          |
| 3    | 2008年7月14日-7月18日 | 32點     | 34點     |
| 4    | 2008年7月21日-7月25日 | 32點     | 35點     |

### 广州收视
| 集数  | CSM     | CSM      | CSM     | CSM      | CSM   | CSM                  | AGB  | AGB  | AGB  |
| 集数  | CSM省网 | 单集最高 | CSM市网 | 单集最高 | 合计  | 分月收视             | 省网 | 市网 | 合计 |
| ----- | ------- | -------- | ------- | -------- | ----- | -------------------- | ---- | ---- | ---- |
| 1-5   | 7.81    | 9        | 12.3    | 13.84    | 20.11 | 1集19.42 2-20集21.49 | 7.1  | 10.6 | 17.7 |
| 6-10  | 8.9     | 10.41    | 13.24   | 14.99    | 22.14 | 1集19.42 2-20集21.49 | 5.8  | 11.6 | 17.4 |
| 11-15 | 8.63    | 10.39    | 13.68   | 15.95    | 22.31 | 1集19.42 2-20集21.49 | 6.4  | 11.1 | 17.5 |
| 16-20 | 8.59    | 10.19    | 12.45   | 13.13    | 21.04 | 1集19.42 2-20集21.49 | 6.3  | 12   | 18.3 |

## 外部連結
- TVB.com 疑情別戀

| 同事三分親 2007年3月12日-2008年8月7日 |                              |                                                            |                                                            |                                                            |                                      |
| 師奶股神 -6月21日                     | 師奶股神 -6月21日            | 甜言蜜語 6月23日-7月18日                                   | 甜言蜜語 6月23日-7月18日                                   | 當狗愛上貓 7月21日-                                        | 當狗愛上貓 7月21日-                  |
| 上一套： 法證先鋒II -6月28日          | 上一套： 法證先鋒II -6月28日 | 翡翠台/高清翡翠台第三綫劇集(2008) 疑情別戀 6月30日-7月25日 | 翡翠台/高清翡翠台第三綫劇集(2008) 疑情別戀 6月30日-7月25日 | 翡翠台/高清翡翠台第三綫劇集(2008) 疑情別戀 6月30日-7月25日 | 下一套： 溏心風暴之家好月圓 7月28日- |

| 翡翠台凌晨劇集時段 星期二至六 00:15-01:20 | 翡翠台凌晨劇集時段 星期二至六 00:15-01:20 | 翡翠台凌晨劇集時段 星期二至六 00:15-01:20 |
| ----------------------------------------- | ----------------------------------------- | ----------------------------------------- |
|                                           | 疑情別戀 （2010.09.22 - 2010.10.19）      |                                           |
| 古靈精探B （2010.08.17 - 2010.09.21）     | 通天幹探 （2010.10.20 - 2010.12.09）      |                                           |

| 台灣 TVBS歡樂台 星期一至五 19:00-20:00時段 | 台灣 TVBS歡樂台 星期一至五 19:00-20:00時段 | 台灣 TVBS歡樂台 星期一至五 19:00-20:00時段 |
| ------------------------------------------ | ------------------------------------------ | ------------------------------------------ |
|                                            | 疑情別戀 （2011.4.14 - 2011.5.11）         |                                            |
| 老友狗狗 （2011.3.17 - 2011.4.13）         | 讀心神探 （2011.5.12 - 2011.6.8）          |                                            |